# Cova des Fum
Die Cova des Fum („Rauchhöhle“) ist eine archäologische Stätte auf Formentera. Sie befindet sich an der Steilküste über Sa Cala, an der nordwestlichen Seite von La Mola. Die Höhle kann sowohl von der Hochebene von La Mola als auch von Sa Cala erreicht werden. Archäologische Funde stammen aus verschiedenen Perioden  Formenteras von der Vorgeschichte bis zum Mittelalter.
Obwohl die Höhle der archäologischen Welt seit den 1960er Jahren bekannt ist, fanden die ersten systematischen Ausgrabungen erst seit 2012 statt.
Weitere Megalithanlagen auf Formentera sind Ca na Costa und am Cap de Barbaria.